# Nové Město nad Cidlinou
Nové Město nad Cidlinou település Csehországban, a Hradec Králové-i járásban. Nové Město nad Cidlinou Mlékosrby, Písek, Klamoš, Chlumec nad Cidlinou, Stará Voda és Chýšť településekkel határos. Lakosainak száma 402 fő (2024. január 1.).

## Népesség
A település lakosságának változását az alábbi diagram mutatja:
| Lakosok száma | 362  | 448  | 475  | 377  | 388  | 397  | 409  | 421  | 388  | 402  |
|               | 1869 | 1890 | 1921 | 1950 | 1980 | 2001 | 2017 | 2019 | 2022 | 2024 |